# Trofeo Matteotti 1972
Il Trofeo Matteotti 1972, ventisettesima edizione della corsa, si svolse il 13 agosto 1972 su un percorso di 209,3 km. La vittoria fu appannaggio dell'italiano Davide Boifava, che completò il percorso in 5h15'10", precedendo i connazionali Michele Dancelli ed Emanuele Bergamo.

## Ordine d'arrivo (Top 10)
| Pos. | Corridore           | Squadra   | Tempo    |
| ---- | ------------------- | --------- | -------- |
| 1    | Davide Boifava      | Zonca     | 5h15'10" |
| 2    | Michele Dancelli    | Scic      | a 4'11"  |
| 3    | Emanuele Bergamo    | Filotex   | s.t.     |
| 4    | Franco Mori         | Scic      | a 6'54"  |
| 5    | Luigi Castelletti   | Salvarani | s.t.     |
| 6    | Mauro Simonetti     | Ferretti  | s.t.     |
| 7    | Sture Pettersson    | Ferretti  | a 9'03"  |
| 8    | Alberto Della Torre | Filotex   | a 10'54" |
| 9    | Franco Balmamion    | Scic      | s.t.     |
| 10   | Pietro Di Caterina  | Dreher    | s.t.     |